# يعيش بن صدقة الفراتي
يعيش بن صدقة بن علي الفراتي، ويكنى أبو القاسم، ويلقب بالفقيه الشافعي المقرئ الضرير.
سكن مدينة بغداد، وكان محدثاً من رواة الحديث عند أهل السنة والجماعة، وسمع الحديث النبوي من: أبا الحسن محمد بن المبارك ابن الخل، وتفقه عليه، وبهِ تخرج في المذهب والخلاف، وأبا القاسم إسماعيل بن أحمد السمرقندي، وأبا محمد يحيى بن علي الطراح، وغيرهم.
تلا بالروايات على: الشريف أبي البركات عمر بن إبراهيم.
روى عنه: التقي بن باسويه وابن الدبيثي وابن خليل.

## وفاته
توفى يعيش بن صدقة في ذي القعدة سنة 593 هـ/1197م، ودفن في المقبرة الوردية ببغداد.